# Vlag van Leuze-en-Hainaut
De vlag van Leuze-en-Hainaut is op 25 februari 1992 bij raadsbesluit vastgesteld als de vlag van de Henegouwse gemeente Leuze-en-Hainaut. De vlag kan als volgt worden beschreven:
Rechtsgeschuind van blauw en wit.
De vlag werd pas op 8 december 1992 bevestigd door de Franse Gemeenschapsregering. De vlag is diagonaal gedeeld wit-blauw, dus bijna identiek aan de vlag van Lebbeke. De kleuren van de vlag zijn afkomstig op het gemeentewapen.